# Chartbreak
Chartbreak é um romance de 1986 do autor Britânico Gillian Cross.

## Enredo
Uma garota chamada Janis Finch, conhecida como "Finch", sai de casa devido a tensão entre ela e seu padrasto, e atende a uma desconhecida banda de rock chamada de Kelp, no café de uma estação de serviço de auto-estrada. Ela se junta a banda e eles alcançam o sucesso, incluindo uma aparição no Top of the Pops para seu single "Face It". O vocalista líder da banda é Christie Joyce, e os outros membros são: Job, Dave e Rollo.